# Kościół Miłosierdzia Bożego w Trzęsaczu
Kościół Miłosierdzia Bożego w Trzęsaczu – rzymskokatolicka świątynia znajdująca się w miejscowości Trzęsacz, przy południowej stronie drogi wojewódzkiej nr 102. Jest znacznie mniej znana od innego, starszego kościoła, którego ruiny znajdują się w tej miejscowości, tuż nad nadmorskim klifem.

## Historia
Decyzja o budowie nowej świątyni zapadła po zamknięciu średniowiecznego kościoła, zagrożonego obsunięciem się wskutek postępujących procesów abrazyjnych powodujących stałe przybliżanie się granicy klifu do świątyni. Ostatnie nabożeństwo w starym kościele odbyło się 2 marca 1874 roku.
W tym samym czasie przystąpiono do budowy nowego kościoła. Prace zakończono w 1880 roku. W ich wyniku powstała ceglana budowla utrzymana w modnym wówczas stylu zwanym historyzmem. Zawierała ona wiele elementów zaczerpniętych z gotyku i romanizmu. Bryła kościoła składała się z zakończonej wysmukłym hełmem wieży z dwoma dzwonami, nawy głównej wyposażonej po bokach w empory oraz zakończonego trójbocznie prezbiterium. Wyposażenie świątyni składało się m.in. z Ołtarza Maryjnego ufundowanego w 1905, ambony pochodzącej ze starego kościoła, dużego obrazu olejnego (148 x 109 cm) autorstwa Charlesa Pattisona o tematyce marynistycznej oraz modelu żaglowca. Na wieży zamontowano dwa dzwony pochodzące ze starego kościoła. Kościół otoczony został ceglanym murem i sąsiadował z założonym w 1812 nowym cmentarzem. Cmentarz ten musiano utworzyć, ponieważ poprzedni, znajdujący się obok starego kościoła, zaczął być zagrożony cofającym się klifem. 
Kościół jako świątynia protestancka służył wiernym do 1945, kiedy to w czasie działań związanych z II wojną światową został uszkodzony, choć w niewielkim stopniu (ucierpiała wieża i niewielki fragment dachu). Ówczesne polskie władze postanowiły jednak go nie odbudowywać lecz przeznaczyć do rozbiórki. Oficjalnie decyzję motywowano potrzebą pozyskania cegieł dla odbudowującej się Warszawy. W rzeczywistości głównym powodem były względy ideologiczne. Ostatecznie nie doszło do pełnej realizacji rozbiórki – rozebrano tylko mur ceglany okalający świątynię oraz fragmenty jej ścian. W takim stanie, jako nieużytkowana ruina, kościół przetrwał niemal do końca XX wieku. 
4 maja 1998 roku przystąpiono do odbudowy świątyni. Po pięciu latach prac - 4 maja 2003 roku kościół został uroczyście poświęcony przez abp. Zygmunta Kamińskiego. Kościół wchodzi w skład Centrum Edukacyjnego Archidiecezji Szczecińsko-Kamieńskiej.

## Wyposażenie
Najcenniejszym elementem wyposażenia odbudowanego kościoła jest wczesnobarokowy ołtarz główny wykonany w 1673 przez Martina Edelbera i Joachima Sellina z Wolina. Pierwotnie ołtarz znajdował się w gotyckim kościele w Trzęsaczu. Po zamknięciu tego kościoła, został przewieziony do katedry w Kamieniu Pomorskim, skąd powrócił do Trzęsacza w 2003. 
W retabulum ołtarza przedstawiona została scena Ukrzyżowania z figurami Chrystusa, dwóch łotrów i stojącymi pod krzyżem postaciami Maryi i Jana Ewangelisty. Tło sceny stanowi obraz olejny z przedstawieniem uroczystego orszaku. W zwieńczeniu płaskorzeźba z wyobrażeniem Boga Ojca i siedzącego po jego prawicy Chrystusa. Powyżej napis: Deo Trinuni Sacrum (Trójjedynemu Bogu Świętemu). Ołtarz zwieńczony jest figurą Chrystusa Zmartwychwstałego i dwoma leżącymi po bokach żołnierzami. W predelli umieszczono scenę Ostatniej Wieczerzy z figurami apostołów przypominającymi z wyglądu panujących wówczas na Pomorzu Szwedów.
W prezbiterium kościoła ustawiona jest także barokowa chrzcielnica z 1682, wykonana przez stolarza Christopha Schmidta z Wolina i Joachima Sellina (malarza), a przeznaczona pierwotnie dla kościoła w Dobropolu. Chrzcielnica ma kształt sześcioboku, na jej ściankach umieszczono zakończone półkoliście płyciny z następującymi obrazami: Arka Noego, Obrzezanie, Przejście przez Morze Czerwone, Chrzest w Jordanie, Uroczystość Zielonych Świątek, św. Krzysztof. Naroża chrzcielnicy ozdobione zostały toskańskimi kolumnami na wysokich cokołach. Chrzcielnica przed umieszczeniem w kościele w Trzęsaczu znajdowała się przez wiele lat w szczecińskiej bazylice archikatedralnej.
W kościele zamontowano współczesne witraże przedstawiające postacie świętych i błogosławionych związanych z nauką, edukacją i wychowaniem: św. Augustyn, św. Tomasz z Akwinu, św. Jan de la Salle, św. Jan Bosko, św. Klemens Hofbauer, św. Edyta Stein, św. Jan Kanty, św. Królowa Jadwiga, bł. Franciszka Siedliska, bł. Edmund Bojanowski, bł. Marcelina Darowska, św. Maksymilian Maria Kolbe.
Kościół posiada współczesne, 18-głosowe organy. Każdego roku, w okresie letnim, w kościele odbywa się Międzynarodowy Festiwal Muzyczny "Sacrum non profanum". Festiwal odbywa się w świątyni od roku 2005 podczas edycji festiwalu na organach grało wielu wybitnych organistów, odbyło się wiele prawykonań kompozycji współczesnych kompozytorów. W kościele Trzęsaczu koncertowało wielu wybitnych wykonawców m.in. Konstanty Andrzej Kulka, Adam Makowicz, Andrzej Jagodziński, Włodzimierz Nahorny, Mietek Szcześniak, Bartłomiej Nizioł.